# Olmué Airport
Olmué Airport är en flygplats i Chile.   Den ligger i provinsen Provincia de Marga Marga och regionen Región de Valparaíso, i den södra delen av landet, 70 km nordväst om huvudstaden Santiago de Chile. Olmué Airport ligger 177 meter över havet.
Terrängen runt Olmué Airport är varierad. Runt Olmué Airport är det ganska tätbefolkat, med 199 invånare per kvadratkilometer.. Närmaste större samhälle är Limache, 9,1 km väster om Olmué Airport. 
Trakten runt Olmué Airport består till största delen av jordbruksmark.